# Die Abenteuer der Phoebe Zeit-Geist
Die Abenteuer der Phoebe Zeit-Geist (englisch The Adventures of Phoebe Zeit-Geist) ist ein US-amerikanischer Comicstrip, der von Michael O’Donoghue getextet und von Frank Springer gezeichnet wurde.

## Handlung
Phoebe Zeit-Geist, ein aristokratisches Mädchen serbischer Herkunft, das in Nordtibet aufgezogen wurde, wird auf einer Antwerpener Gartenparty betäubt und entführt und erleidet diverse sadistische Übergriffe, die vom erzwungenen Striptease bis zur Sodomie reichen. Reisen durch Raum und Zeit erlaubten den Gestaltern des Comics, aktuelle Themen, wie beispielsweise den Vietnamkrieg und die Rassendiskriminierung in den Vereinigten Staaten, aufzugreifen. In der Zeitschriftenveröffentlichung endet der Strip mit dem Tod der Protagonistin, während sie in der späteren Albenveröffentlichung – nach der Auswertung einer Leserumfrage – ihren Peinigern entkommt und auf einer anderen Antwerpener Gartenparty landet.

## Veröffentlichung
The Adventures of Phoebe Zeit-Geist erschien in den Jahren 1965 und 1966 im Magazin Evergreen Review des Verlags Grove Press und danach auch als Album. Im deutschsprachigen Raum erschien Die Abenteuer der Phoebe Zeit-Geist zuerst 1970 beim Konkret Buchverlag. Der Melzer Verlag veröffentlichte 1973 in der Reihe Brumm Comix einen gekürzten Nachdruck dieser Ausgabe. Erste französische Übersetzungen waren schon Ende der 1960er Jahre erhältlich.

## Zensur
Ein Jahr nach der Veröffentlichung von Jean-Claude Forests Barbarella im selben Magazin stellte die Veröffentlichung explizit pornographischer Darstellungen unter dem Etikett der Satire in einem frei verkäuflichen Magazin in den Vereinigten Staaten eine Neuheit und eine weitere Aufweichung des Comics Code dar. Die Bundesprüfstelle für jugendgefährdende Schriften setzte Die Abenteuer der Phoebe Zeit-Geist mit der Veröffentlichung im Bundesanzeiger vom 16. März 1974 auf die Liste der jugendgefährdenden Schriften. Diese Indizierung hatte bis zu einer Gesetzesänderung im Jahr 2002 Bestand. Schon im Jahr 1965 hatte sich der deutsche Vertriebshändler an den damaligen Leiter der Bundesprüfstelle für jugendgefährdende Schriften gewandt und diesen um seine Meinung gebeten. Dessen schriftliche Antwort, in der er sein Entsetzen über das ihm vorgelegte Exemplar bekundete, wurde vom Vertriebshändler an den Verleger weitergeleitet und von diesem veröffentlicht. Der Leiter der Bundesprüfstelle für jugendgefährdende Schriften hatte wegen eines in der Nachkriegszeit auf einem US-Luftwaffenstützpunkt auftretenden Nazis Phoebe Zeit-Geist als „geeignet“ angesehen, „die Völkerverständigung auf Nato-Basis zu gefährden“. Dies wurde per Inserat in der New York Times ausgeschlachtet.

## Rezeption
Fritz J. Raddatz schrieb 1967 in der Zeit, dass „die neuen Heldinnen der westlichen Welt“, zu denen er neben Phoebe Zeit-Geist auch Barbarella zählte, „Dienerinnen eines modischen snob appeal“ seien, die „dem lesenden Analphabeten […] dienen sollten“. Schon ein Jahr zuvor hatte Der Spiegel The Adventures of Phoebe Zeit-Geist als „pornographisch-sadistisch“ bezeichnet. Roland Seim bewertete die im Jahr 1974 vorgenommene Indizierung von Die Abenteuer der Phoebe Zeit-Geist im Vergleich zu der Indizierung von Anne und Hans als „nachvollziehbarer“, da der Comic „beim Betrachter schon ein erhebliches Maß an Reflexionsvermögen“ voraussetze.
Rainer Werner Fassbinder gab in seinem Theaterstück Blut am Hals der Katze einer zentralen Figur den Namen „Phoebe Zeitgeist“.